# Escacena del Campo
Escacena del Campo és un poble de la província espanola de Huelva (Andalusia), que pertany a la comarca d'El Condado. Limita al Nord amb El Madroño; a l'Est, amb Aznalcóllar, Sanlúcar la Mayor i Castilleja del Campo; al Sud, amb Chucena i Manzanilla; i a l'oest amb Paterna del Campo i Berrocal.

## Demografia
| 1996  | 1998  | 1999  | 2000  | 2001  | 2002  | 2003  | 2004  | 2005  |
| ----- | ----- | ----- | ----- | ----- | ----- | ----- | ----- | ----- |
| 2.226 | 2.159 | 2.202 | 2.190 | 2.174 | 2.140 | 2.156 | 2.162 | 2.182 |